# Parque nacional Morrocoy
El Parque nacional Morrocoy es un parque nacional ubicado en el litoral más oriental del estado Falcón y en el noroeste del Golfo Triste; en la costa centro occidental venezolana, cerca de las poblaciones de Boca de Aroa, Tucacas, Sanare, Chichiriviche, Flamenco  y Tocuyo de la Costa. Fue declarado parque nacional el 26 de mayo de 1974 y consta de 32.090 ha. 
El parque se extiende tanto por zonas terrestres como acuáticas del Golfo Triste, contiene una zona de manglares y gran cantidad de islotes o cayos entre los cuales se encuentran Borracho, Muerto, Sombrero, Sal, Las Animas y Peraza, entre otros, con playas espectaculares de arenas blancas como playa Mero, Paiclás, Punta Brava, Mayorquina, Playuela, Playuelita, Sur (conocida popularmente como azul por el azul de sus aguas), Norte, Boca Seca, Playa Muerto y muchas más; así como bajos (sin orilla) como Bajo Caimán, Tucupido y Los Juanes.
En el relieve destacan el cerro Morrocoy, con elevaciones de 250 m s. n. m.; el conjunto de ensenadas y manglares internos y los cayos e islas.

## Fauna

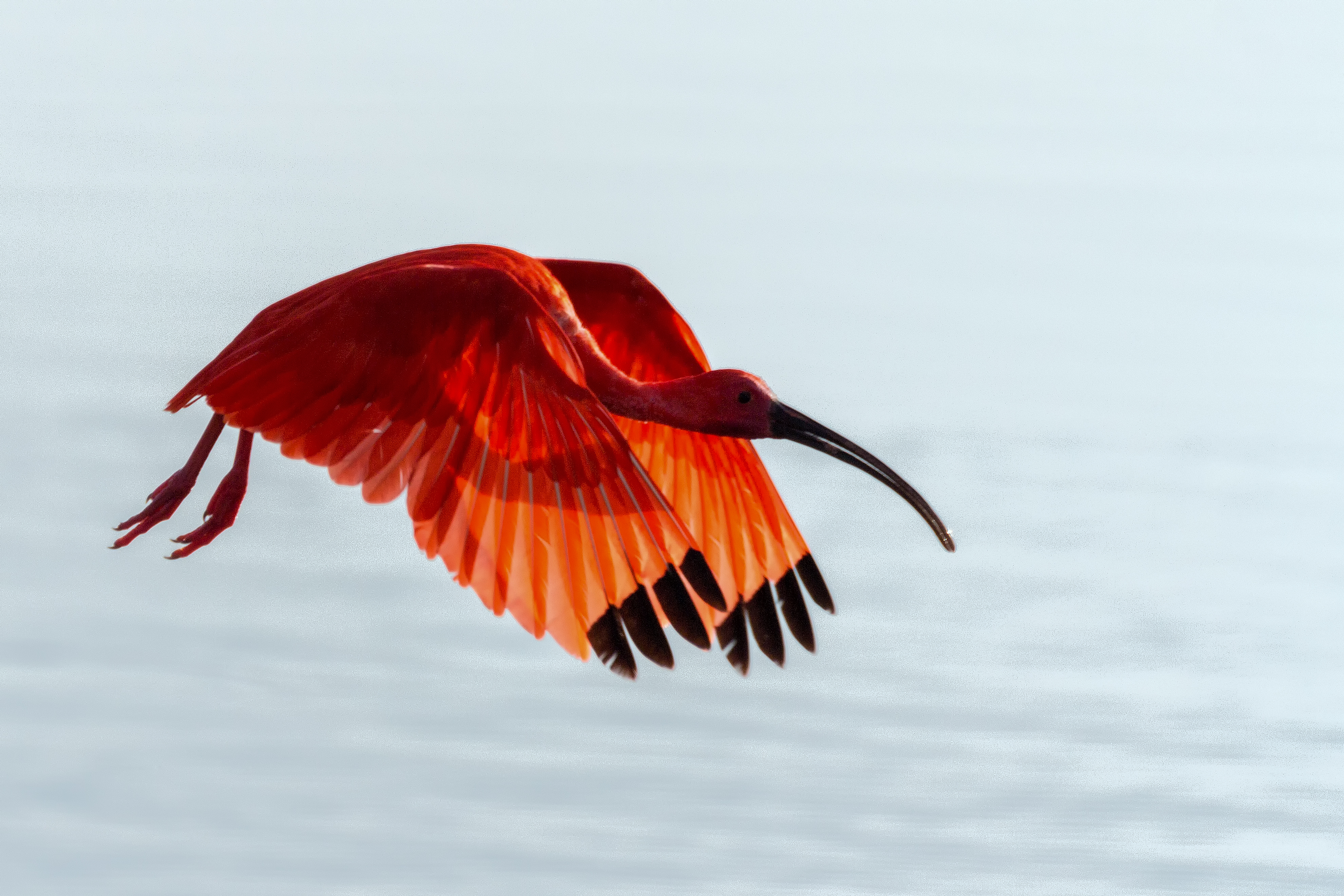
Corocoro, especie de ave que se encuentra en el parque nacional Morrocoy.

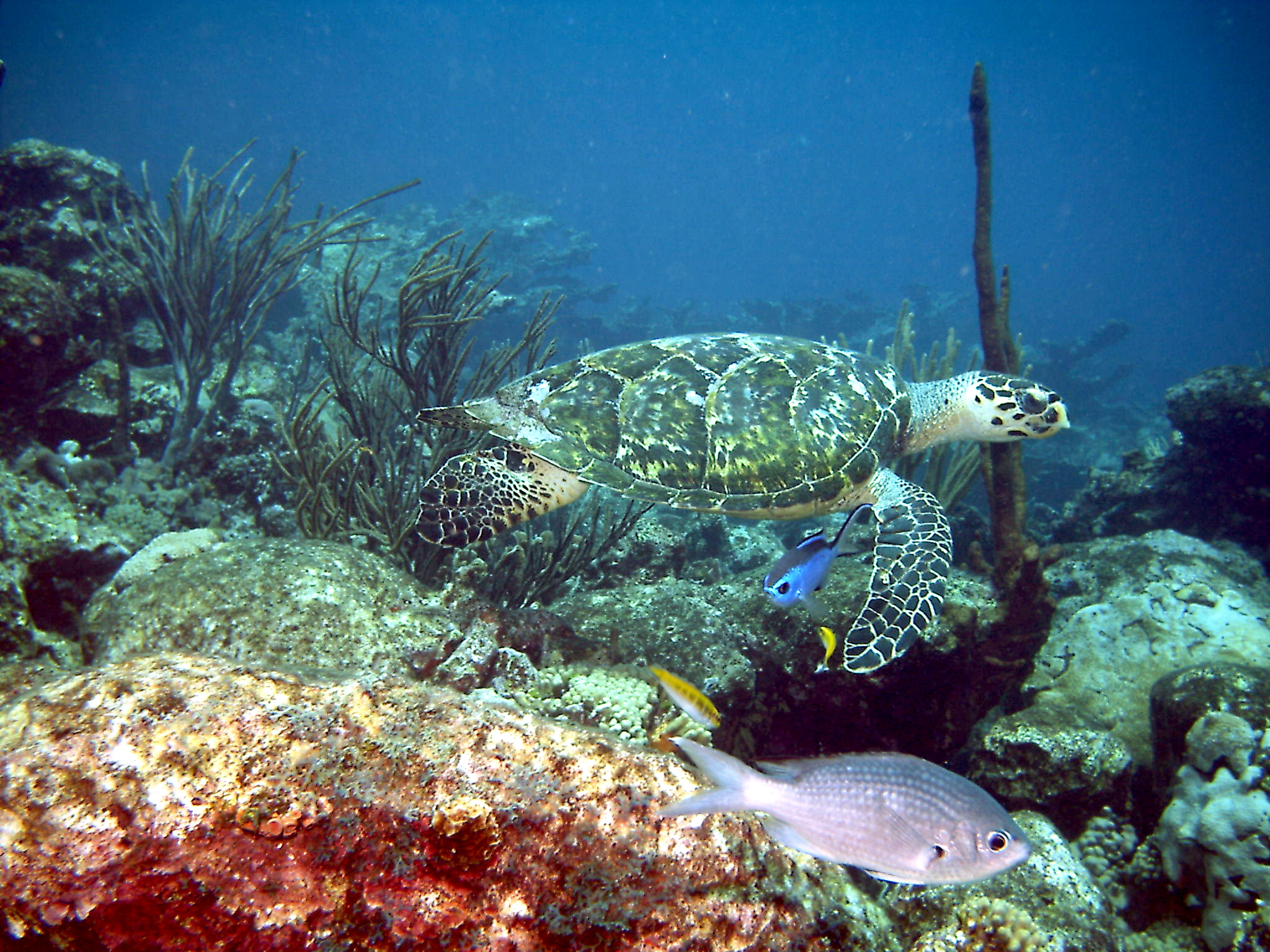
Arrecife que se encuentra en el parque nacional Morrocoy.

Con respecto a la fauna en el parque habitan numerosas especies de avifauna, aproximadamente 266, reportadas para el Refugio de Fauna Silvestre Cuare. Debido a que el parque nacional Morrocoy y el Refugio de Fauna Silvestre Cuare se encuentran ubicados en una misma área geográfica, se infiere que para el parque debe existir un número similar, entre las que se destacan el águila pescadora, especies vulnerables como el flamenco, la garza paleta, el pelícano especie de la avifauna cuyo hábitat preferido es la vegetación de manglar donde anida y reposa, cotúa, chusmita o garcita blanca, el paují de copete, el loro real Amazona, la corocoro, la garza pechiblanca y las especies consideradas de distribución restringida como la fragata o tijereta de mar. Los manglares de la Bahía de Morrocoy son excelentes refugios de aves; sobre todo en la isla de Pájaros, que es un cayo cubierto de manglar ubicado en la zona central del parque.
Habitan además numerosos reptiles marinos, entre los que se destacan las tortugas marinas como la tortuga verde, la tortuga carey, la tortuga cardón, la tortuga cabezón  así como el caimán de la costa, todas ellas consideradas en peligro de extinción. Entre los mamíferos se incluyen tanto los mamíferos marinos (delfines, ballenatos) que utilizan el parque como refugio así como las diferentes especies de mamíferos terrestres, que se localizan mayoritariamente en el Cerro Chichiriviche, entre los que se pueden mencionar el venado matacán y el venado caramerudo, el oso melero, el zorro cangrejero, el mono araguato, la pereza, el rabipelado, la lapa, el picure y el báquiro cinchado. Los peces que se reproducen en el parque son el mero, mixines, pargo, curbina, sábalo, róbalo, el pez sapo, cazón, sardina, el jurel, el corocoro, la picúa, la cachama negra, así como peces que habitan en los arrecifes coralinos. Entre los moluscos y crustáceos: la ostra de mangle, liebres marinas, quigua, existen 2 tipos de langostas Panulirus argus -Panulirus grettatus, cangrejos azules y rojos, jaibas, entre otras especies. Existe una variedad diversa de insectos, aunque aún no existe un levantamiento de información para la zona.

## Flora
Le corresponde a la zona de vida bosque seco tropical. Se presenta una vegetación bastante variada y está estrechamente asociada a las posiciones geomorfológicas; y a los subconjuntos más destacados del relieve del área: litoral, lagunas costeras, marismas, bajíos salinos, cayos, fondos marinos someros. Se reportan desde plantas siempre verdes como el olivo, hasta plantas caducas como el indio desnudo. Se encuentran plantas adaptadas a suelos de alta salinidad como en el caso de la hierba de vidrio. Siguiendo hacia la vertiente Este del cerro Chichiriviche, sector Mayorquina se puede observar vegetación xerófita de la familia cactácea, tunas y cardones. También se encuentran cuatro especies de manglares reportadas para Venezuela: mangle rojo, mangle negro, mangle blanco, mangle de botoncillo; los manglares constituyen la vegetación o el paisaje vegetal dominante de este parque nacional; conforman una unidad ecológicamente frágil que permite conservar el equilibrio ecológico de la línea costera, en una extensión de aproximadamente 4500 ha, que es el área total de esta unidad vegetal. Entre la vegetación marina subacuática, existe una gran diversidad de algas entre ellas la fanerógama marina, la cual constituye uno de los alimentos predilectos de la Tortuga verde.

## Clima

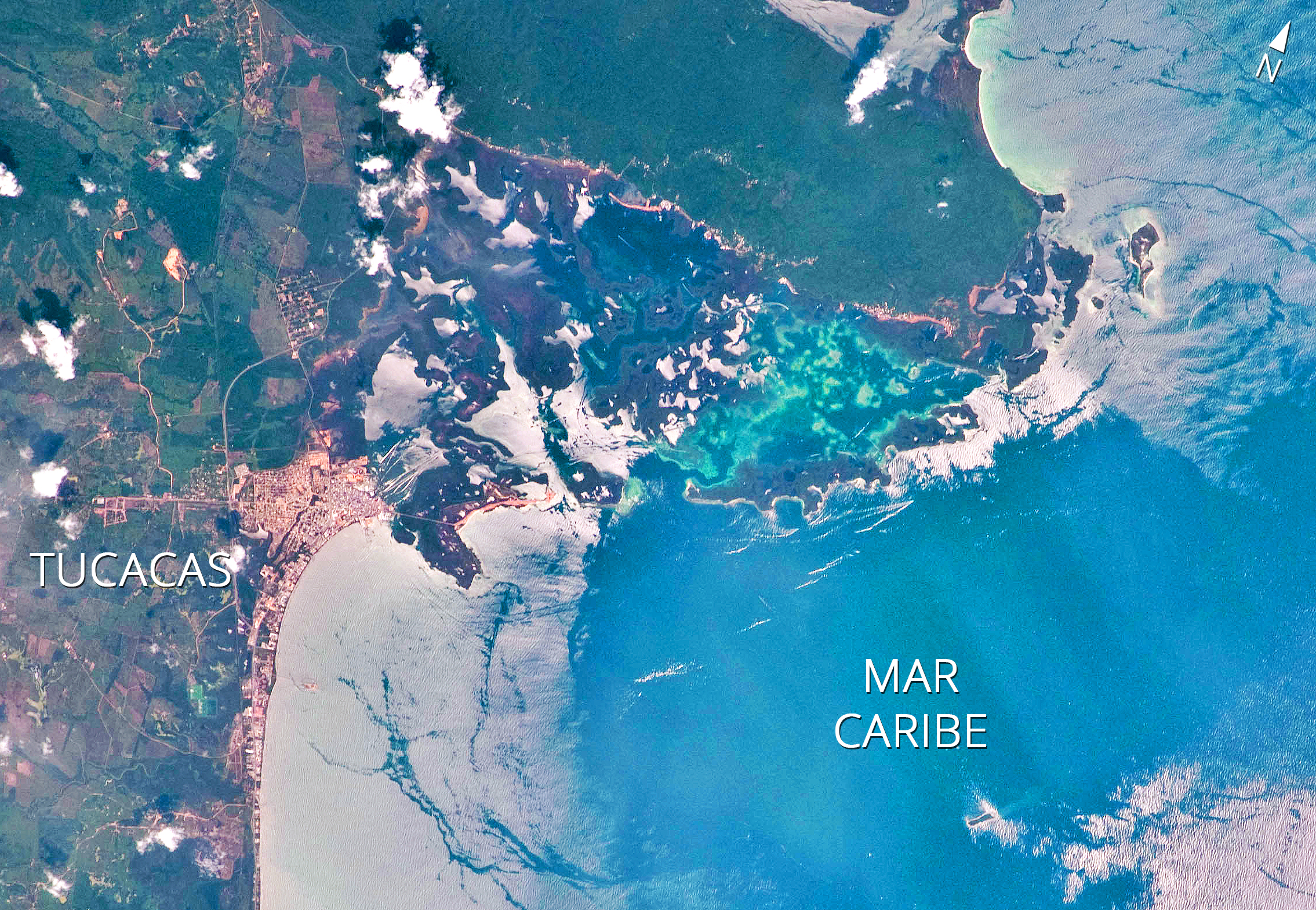
Vista satelital del parque. Se aprecia la zona de manglares al este de Tucacas

El clima es tropical cálido con influencias de los vientos alisios del noreste, con bajos índices de precipitación. Temperatura relativamente uniforme durante el año entre 27 y 35 °C.

## Actividades turísticas
El parque nacional Morrocoy cuenta con un amplio rango de posibilidades ambientales y de paisajes naturales; unido a extraordinarios escenarios paisajísticos que caracterizan a cada uno de los lugares que conforman al parque, ricos en biodiversidad y belleza.
Las playas de Morrocoy por Tucacas son Playa Mero, Playuela y Playuelita, Boca Seca, Cayo Sombrero, cayo Alemán, Mayorquina, Cayo Punta Brava, Pescadores, Cayo Paiclás (cerrada),  los Juanes, Bajo Caimán, Tucupido, Bajo 360°, y por Chichiriviche puedes llegar a hasta cayo Sal, Cayo Peraza, Cayo Muerto, Varadero,  Cayo Borracho, La cueva de la virgen y la cueva del Indio al igual que Tucacas puedes llegar Hasta Cayo Sombrero y Pescadores.

## Cerro Chichiriviche
Es el accidente orográfico del parque, de 285 m de altura. Permanece en alto relieve en medio del entorno litoral que lo rodea, de origen coralino terciario, perteneciente a la formación geológica denominada Capadare - Agua Linda. El Cerro de Chichiriviche, es el paisaje menos asociado al carácter marino-litoral que caracteriza al parque nacional Morrocoy.
Dentro del parque nacional Morrocoy fluyen grandes cantidades de turistas de todo el territorio Nacional, quienes van a disfrutar de la variedad de playas, algunos vienen a acampar y otros vienen con sus embarcaciones (lanchas). Como es parque nacional, está bajo la vigilancia del Instituto Nacional de Parques, quien mantiene el orden y control del mismo.

## Acceso
Desde Caracas se toma la Autopista Regional del Centro hasta pasar el distribuidor de Guacara (unos 140 km). Se toma la variante vía autopista vía Yagua hacia Puerto Cabello. Al llegar a El Palito se toma la autopista Morón-Puerto Cabello en dirección Morón. En el distribuidor de Morón se toma la autopista Morón-Tucacas y tras recorrer 40 km se llega a la entrada del parque nacional Morrocoy.
Desde Barquisimeto basta con tomar toda la Autopista Cimarrón Andresote, la cual culmina en la redoma de Palma Sola, de allí se toma el par vial que pasa por la Petroquímica de Morón de Pequiven en dirección hacia Tucacas.

## Contaminación
En agosto de 2020, un derrame de petróleo en la refinería El Palito que había ocurrido en días anteriores alcanzó las costas del parque.